# The Heavenly Bodies
Gli Heavenly Bodies sono stati un tag team di wrestling noto per aver lavorato per la Smoky Mountain Wrestling, la World Wrestling Federation, e varie federazioni indipendenti. Nel corso degli anni ci sono state diverse incarnazioni del team, che in tempi diversi era composto da "Doctor" Tom Prichard, "Sweet" Stan Lane e "Gigolo" Jimmy Del Ray, guidato dall'ex manager dei Midnight Express, Jim Cornette.

## Storia

### Prichard e Lane
Nel 1992, i veterani Tom Prichard e Stan Lane per primi formarono gli Heavenly Bodies nella Smoky Mountain Wrestling (SMW). Manageriati da Jim Cornette, Prichard e Lane divennero i primissimi SMW Tag Team Champions.
Durante la loro permanenza nella SMW, gli Heavenly Bodies feudarono a lungo con team come i Fantastics (Bobby Fulton & Jackie Fulton) e i Rock 'n' Roll Express (Ricky Morton & Robert Gibson). Le loro faide furono spesso evidenziate da hardcore match e numerosi cambi di cintura. Uno speciale accordo stipulato con la World Championship Wrestling (WCW), permise agli Heavenly Bodies di comparire al pay-per-view WCW SuperBrawl III, il 21 febbraio 1993. Persero il loro match contro i Rock 'n' Roll Express.

### Prichard e Del Ray
Nello stesso anno, Lane lasciò il team e fu sostituito da "Gigolo" Jimmy Del Ray. Nel corso degli anni successivi, il nuovo duo gareggiò non solo nella SMW, ma anche nella World Wrestling Federation (WWF), nella Extreme Championship Wrestling (ECW) e nella United States Wrestling Association (USWA). Continuarono il loro feud con i Rock 'n' Roll Express in queste federazioni oltre ad iniziare nuove rivalità con gli Steiner Brothers (Rick e Scott Steiner) e gli Smoking Gunns (Bart e Billy Gunn).
Nel 1993, l'accordo esclusivo della SMW con la WWF permise agli Heavenly Bodies e ai Rock 'n' Roll Express di lottare negli show in pay-per-view di entrambe le federazioni. La SMW strinse un accordo di collaborazione con la WWF che permetteva agli Heavenly Bodies di apparire negli show WWF. Prichard e Del Ray gareggiarono senza successo per il WWF Tag Team Championship a SummerSlam 1993, ma conquistarono l'SMW Tag Team Championship dai Rock 'n' Roll Express tre mesi più tardi, a Survivor Series 1993.
Nel 1995, i Bodies sconfissero i PG-13 (JC-Ice & Wolfie D) per la conquista dell'USWA Tag Team Championship. Più tardi nello stesso anno, Prichard e Del Ray lottarono anche in ECW, alleandosi a Raven contro i Public Enemy (Rocco Rock & Johnny Grunge). In seguito alla chiusura della SMW, nel Novembre 1995, gli Heavenly Bodies si sciolsero. Prichard firmò per la WWF lottando col nome Zip nei Bodydonnas, mentre Del Ray lottò nei circuiti indipendenti.

### DeNucci e Nelson
Una nuova incarnazione degli Heavenly Bodies iniziò a gareggiare nel circuito indipendente intorno al 2000. I New Heavenly Bodies, composti da "Vivacious" Vito DeNucci e "Casanova" Chris Nelson, conquistarono l'NWA World Tag Team Championship per tre volte, e in alcune occasioni "Gigolo" Jimmy Del Ray si ritrovò a manageriarli. DeNucci e Nelson furono i più longevi detentori del titolo, prima che il loro record venisse battuto dagli America's Most Wanted. Il duo lottò sporadicamente in vari show del circuito indipendente. Il team gareggiò anche nella IPW come Drunk and Disorderly, dove riuscì a ripetere la conquista del Tag Team Championship.
Il 3 aprile 2010, i New Heavenly Bodies sconfissero i Dark City Fight Club (Jon Davis and Kory Chavis), conquistando l'NWA Florida Tag Team Championship. Il 16 aprile, DeNucci e Nelson persero le cinture proprio contro i Dark City Fight Club.

## Eddie Golden e K.C. Thunder
Eddie Golden e K.C. Thunder, ex rivali nel Southern States Wrestling, in coppia formano il tag-team The New Heavenly Bodies nel corso del 2008. Sono stati occasionalmente accompagnati dalla loro valletta Dawn Renea. Anche se di breve durata rispetto alle incarnazioni precedenti, hanno vinto i titoli di gruppo nella New Frontier Wrestling Association e hanno sfidato i campioni nella NWA All-Star Wrestling. In uno degli ultimi match insieme, hanno sfidato Iron Cross e Stan Lee in un Texas Tornado death match per una raccolta fondi, istituita per una scuola media a Lebanon in Virginia. Secondo la stipulazione del match, la valletta Dawn Renae avrebbe rasato la testa se la squadra riuscisse a vincere le cinture.
L'11 aprile 2015, diventano Campioni Tag-Team di ROW.

## Nel wrestling
Mosse finali (Prichard e Del Ray)
- Double flapjack
- Elevated moonsault

Manager
- Jim Cornette

Musica d'entrata
- Frankenstein di Edgar Winter Group (SMW)